# Iglesia de Santa Marina de Aguas Santas (Fernán Núñez)

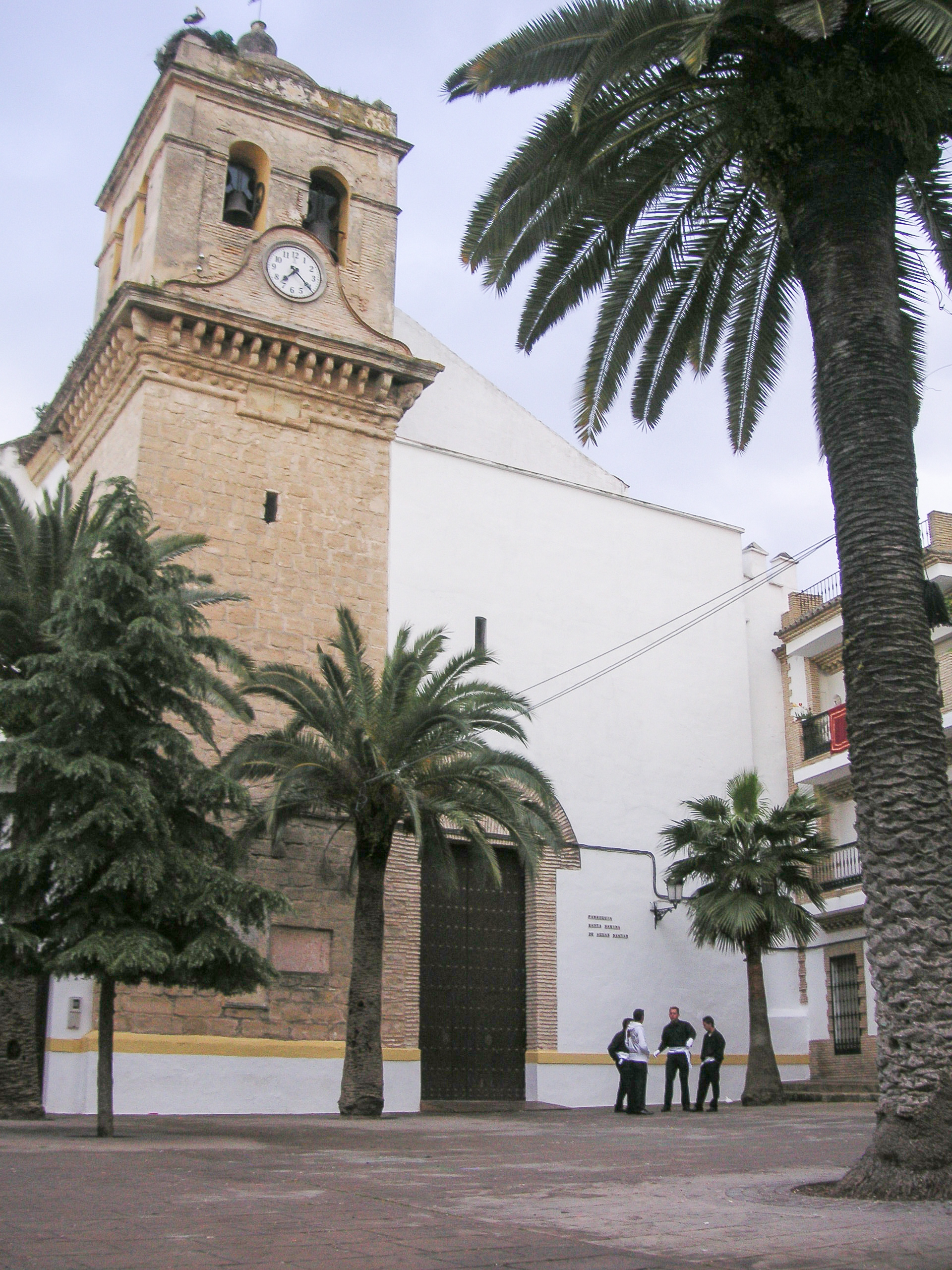
Iglesia de Santa Marina

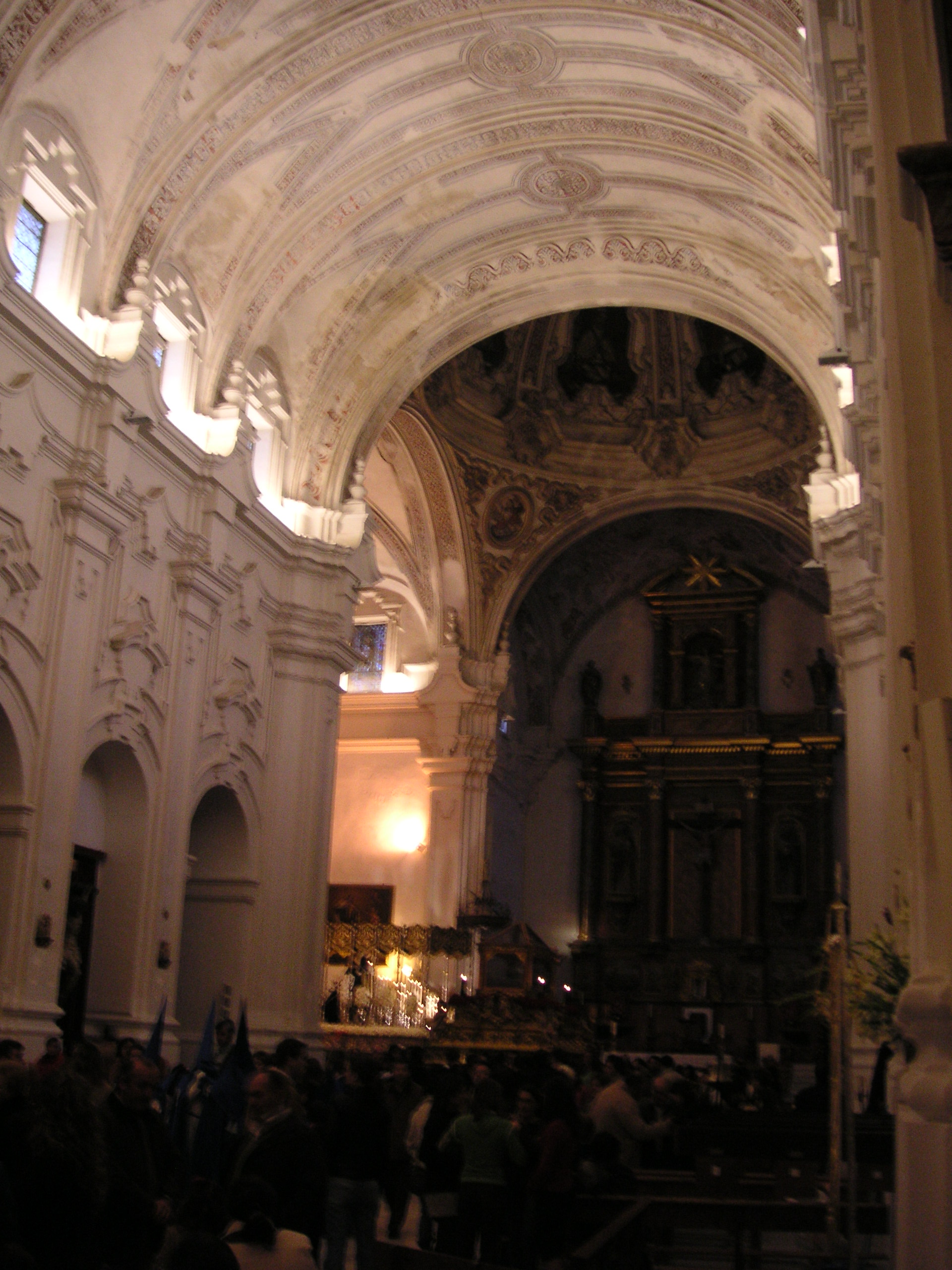
Interior de la iglesia

La iglesia de Santa Marina de Aguas Santas, en Fernán Núñez, provincia de Córdoba (España), se construyó en 1724 en estilo barroco con trazas del polifacético Tomás Jerónimo de Pedrajas, sobre otra de fines del siglo XIV en el lugar que ocupaba una fortaleza. 
En su interior destaca la magnífica decoración pictórica. Ésta se encuentra en los arcos de las capillas laterales y arranques de las bóvedas de medio cañón, así como en el interior de la cúpula del crucero que alterna con yeserías. En las bóvedas del presbiterio y camarín presenta una alegre representación del cielo con ángeles dispersos portando instrumentos musicales y símbolos de la pasión.

## Descripción
Se trata de un templo de cruz latina, de una sola nave a la que se abren capillas comunicadas entre sí. A los brazos del crucero se adosan, en el lado izquierdo, el camarín del retablo de Jesús Nazareno que se proyecta sobre la calle, y en el lado derecho la antigua sacristía, actual capilla sacramental. 
La nave, de notable amplitud, se cubre con bóveda de medio cañón dividida en seis tramos por fajones, algunos pareados, entre los que se abren lunetos para la iluminación. La bóveda baída del presbiterio contiene pinturas de ángeles que portan instrumentos musicales. 
Las capillas laterales son de planta cuadrada y se cubren por cúpulas y bóvedas de arista sobre pechinas; el crucero lo hace, asimismo, por cúpula ciega sobre pechinas, dividida en ocho gajos en los que se representan Padres de la Iglesia, apareciendo los cuatro Evangelistas en las pechinas. 
Los muros laterales de la nave central, perforados por los arcos de acceso a las capillas laterales y por nichos para la colocación de altares, están armados por unas pilastras dóricas de orden gigante, cajeadas con un rehundido central rectangular con recorte superior e inferior de placaje.
Sobre las pilastras se disponen trozos de entablamento sobre los que se sitúan pedestales con perinolas que se separan del muro y, encima de los arcos de acceso a las capillas, molduras y placas que combinando rectas y curvas y diversas proyecciones de relieve, enriquecen y dinamizan los paramentos.
En el lado de la epístola, comenzando por los pies, se encuentran la capilla de San Francisco de Asís, la del Bautismo (hoy dedicada a Santa Marina), con cúpula de movida cornisa cubierta de yeserías de hojarasca, que conserva parcialmente una pintura mural con el tema del Bautismo de Cristo por San Juan, debida a Antonio de la Cruz y datada en 1778; la de la Virgen de Fátima; la de San Antonio y ya en la zona del crucero, el espacio dedicado hoy a capilla del Sagrario con cúpula con decoración pintada. 
En el lado del evangelio -igualmente empezando por los pies se suceden la capilla de la Virgen del Carmen o de las Ánimas, con representaciones pintadas de santos carmelitas en las pechinas de la cúpula; la de San Pedro (o de Jesús orando en el Huerto); la capilla Penitencial que mantiene la rejería de hierro que la separa del templo y la del Pilar. 
La torre campanario aprovecha otra anterior como fuste. Es de planta cuadrada con escalera interior de paños con vástago central cuadrado y está construida en piedra hasta el remate de matacanes sobre faja de bolas que separa el cuerpo de campanas, de finales del siglo XVIII, en el que el material constructivo es el ladrillo.
En el exterior son de  mencionar los altos contrafuertes que sobresalen de las cubiertas de las capillas laterales.